# Forliveser Schule

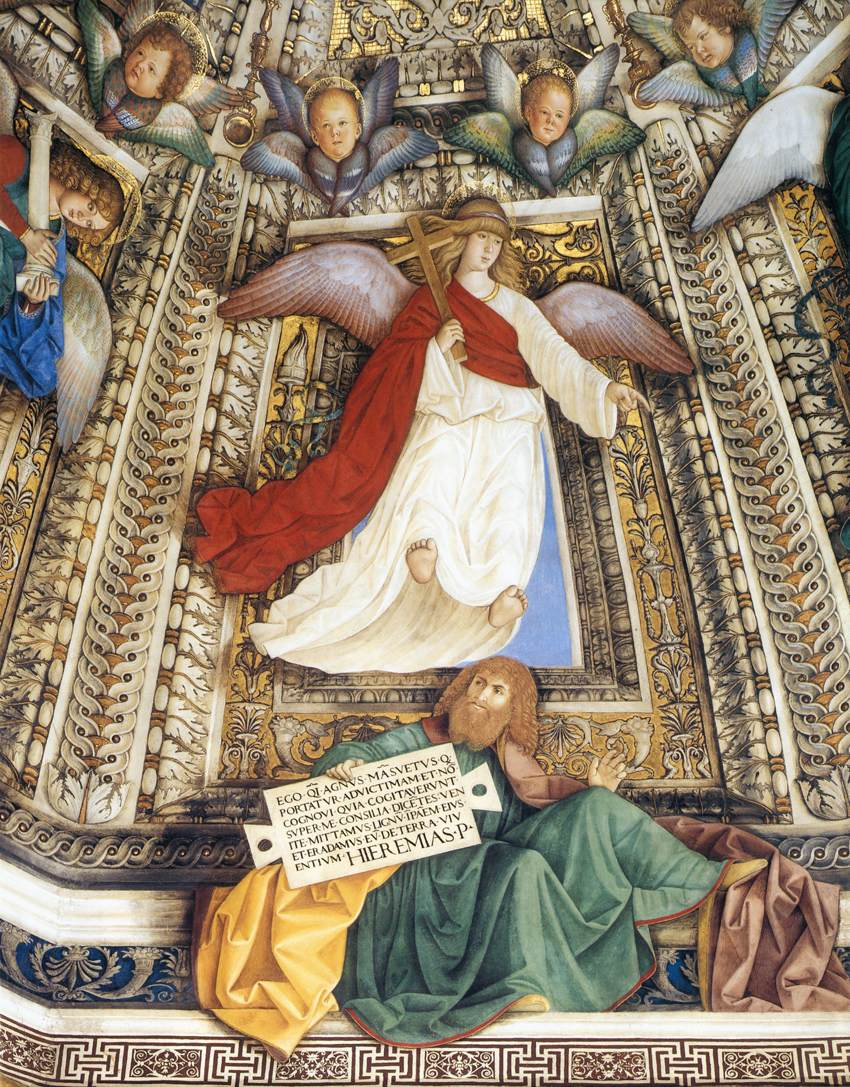
Melozzo da Forlì, Fresken im Gewölbe der Sakristei von San Marco in der Basilika vom Heiligen Haus in Loreto

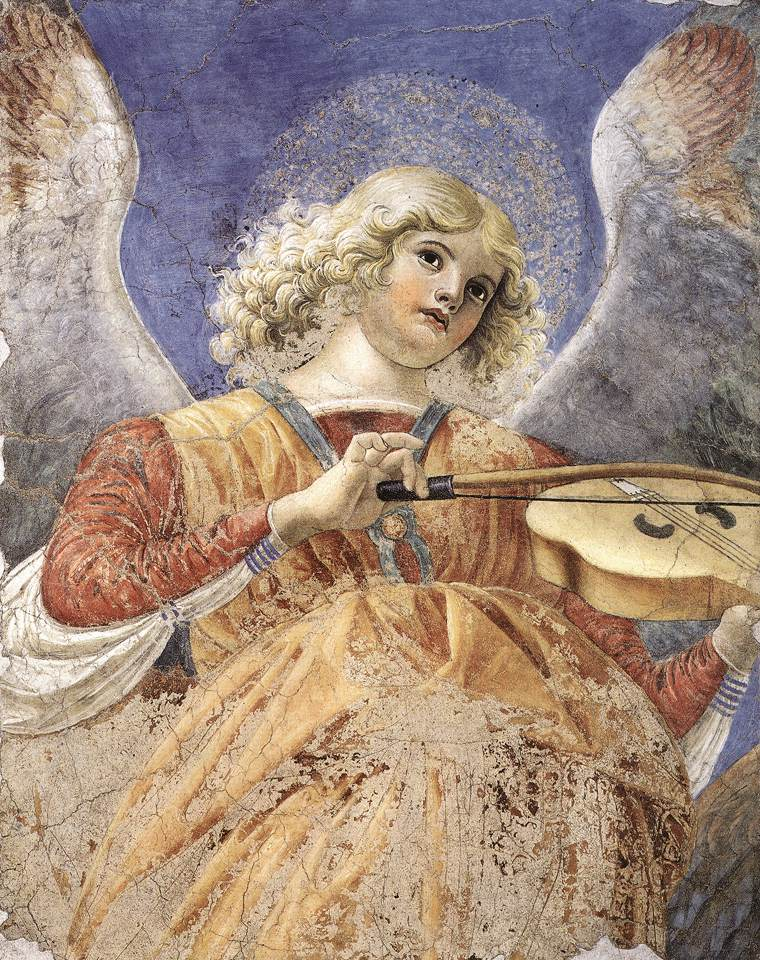
Melozzo da Forlì, Engelaus der Apsis von Santi Apostoli in Rom, Pinacoteca Vaticana

Als Forlìveser Schule bezeichnet man im Bereich der figurativen Kunst eine Gruppe von Künstlern, hauptsächlich Maler, die in der romanischen Stadt Forlì vom Ende des Mittelalters bis zum Manierismus tätig waren. In Forlì wirkte vor allem das Ehepaar Melozzo da Forlì-Marco Palmezzano, das bei der Darstellung sakraler Szenen, wie der Vision „von unten“, auf komplexe und zum Teil noch nie dagewesene Formen der Perspektive setzte.
Antonio Paolucci schrieb über die Schule von Forlì: In Forlì nahm die figurative Kunst Aspekte an, die sich von denen der benachbarten Städte unterschieden, auch wenn sie ähnlich und brüderlich waren. Der Verantwortliche für diesen Unterschied, der Künstler, der dem Forlì der Renaissance seine spezifische Identität verlieh, war Marco Palmezzano.

## Entwicklung

### Gemälde, Skulptur, Architektur

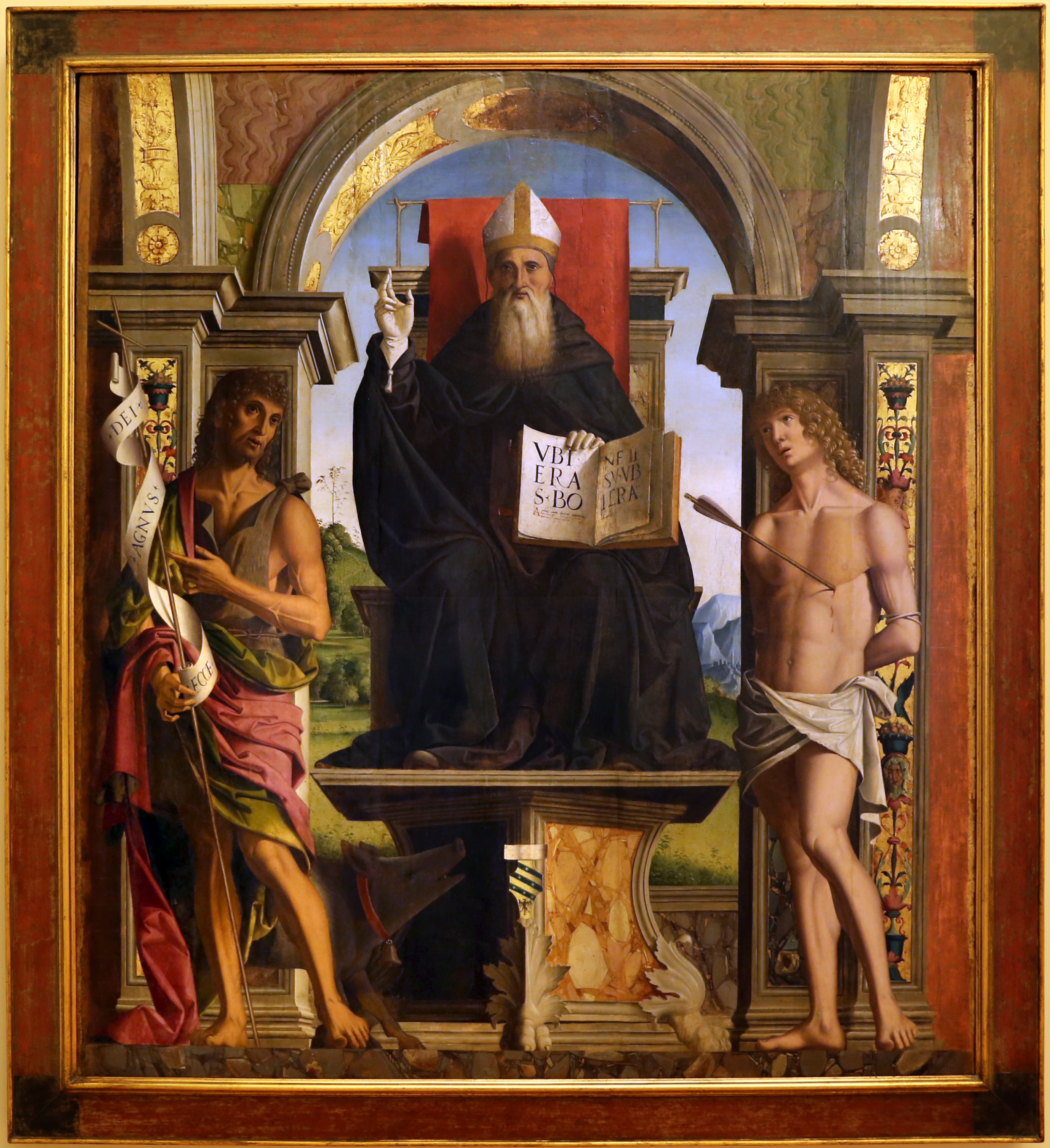
Marco Palmezzano, Pala Ostoli, Glorie des heiligen Antonius der Große zwischen den heiligen Johannes dem Täufer und Sebastian, 1496–1497, bewahrt in der Pinacoteca civica di Forlì

Im Spätmittelalter genoss Forlì eine privilegierte Lage zwischen der Kreuzung der Via Emilia und den Straßen, die über Ferrara von Venedig nach Mittelitalien und insbesondere nach Rom führten, wie die Durchquerung verschiedener Routen der so genannten vie Romee durch Forlì zeigt; Sie lag auch in der Nähe innovativer Zentren wie Rimini, Urbino und Ferrara selbst, und ihr Gebiet grenzte durch die nahe Toskanische Romagna auch an das von Florenz. Die treibenden Kräfte des künstlerischen Lebens waren die Bischöfe und mächtigen Äbte der Abtei von San Mercuriale.
Im 14. Jahrhundert wurde die gesamte Romagna durch den Wechsel von Giotto zur Rimineser Schule beeinflusst, die eine große Gruppe von Anhängern hervorbrachte, die bald die Neuerungen des Florentiner Meisters verbreiteten. In Forlì entstanden nach der byzantinischen Erfahrung des Maestro di Forlì in der zweiten Hälfte des 14. Jahrhunderts interessante und lebendige Maler wie Guglielmo degli Organi, den als „mythischen Begründer der Malschule von Forlì“ bezeichnet, Baldassarre Carrari il Vecchio, Augustinus, Giovanni di Mastro Pedrino.
In der zweiten Hälfte des 15. Jahrhunderts brachten einige Maler aus Forlì die in der Paduanische Renaissance von der Schule von Squarcione und den in der Cappella Ovetari tätigen Künstlern, darunter der junge Andrea Mantegna, entwickelten Neuerungen schon in jungen Jahren in ihre Heimat. Vor allem Ansuino da Forlì war derjenige, der diese Neuerungen aufnahm (und auch an der Seite dieser Meister arbeitete) und sie in seiner Heimat vorschlug und damit einen Erfolg erzielte, der von der Offenheit der Gemeinschaft für den Humanismus zeugt. Ansuino war der direkte Meister von Melozzo, einem außergewöhnlichen Künstler, der das Beste von dem einfing, was in Nordostitalien zwischen Mantegna, Piero della Francesca und Giovanni Bellini produziert wurde. Ihm wird die volle Entfaltung der Perspektive mit Untersicht zugeschrieben, wovon er in der Sagrestia di San Marco in der Basilika vom Heiligen Haus in Loreto oder in den fragmentarischen Fresken für die Basilica Santi XII Apostoli in Rom einen hervorragenden Beweis lieferte. Sein Andenken wird jedoch durch ein Unglück getrübt, das im Laufe der Jahrhunderte etwa 90 % seiner Werke zerstört oder stark beeinträchtigt hat.

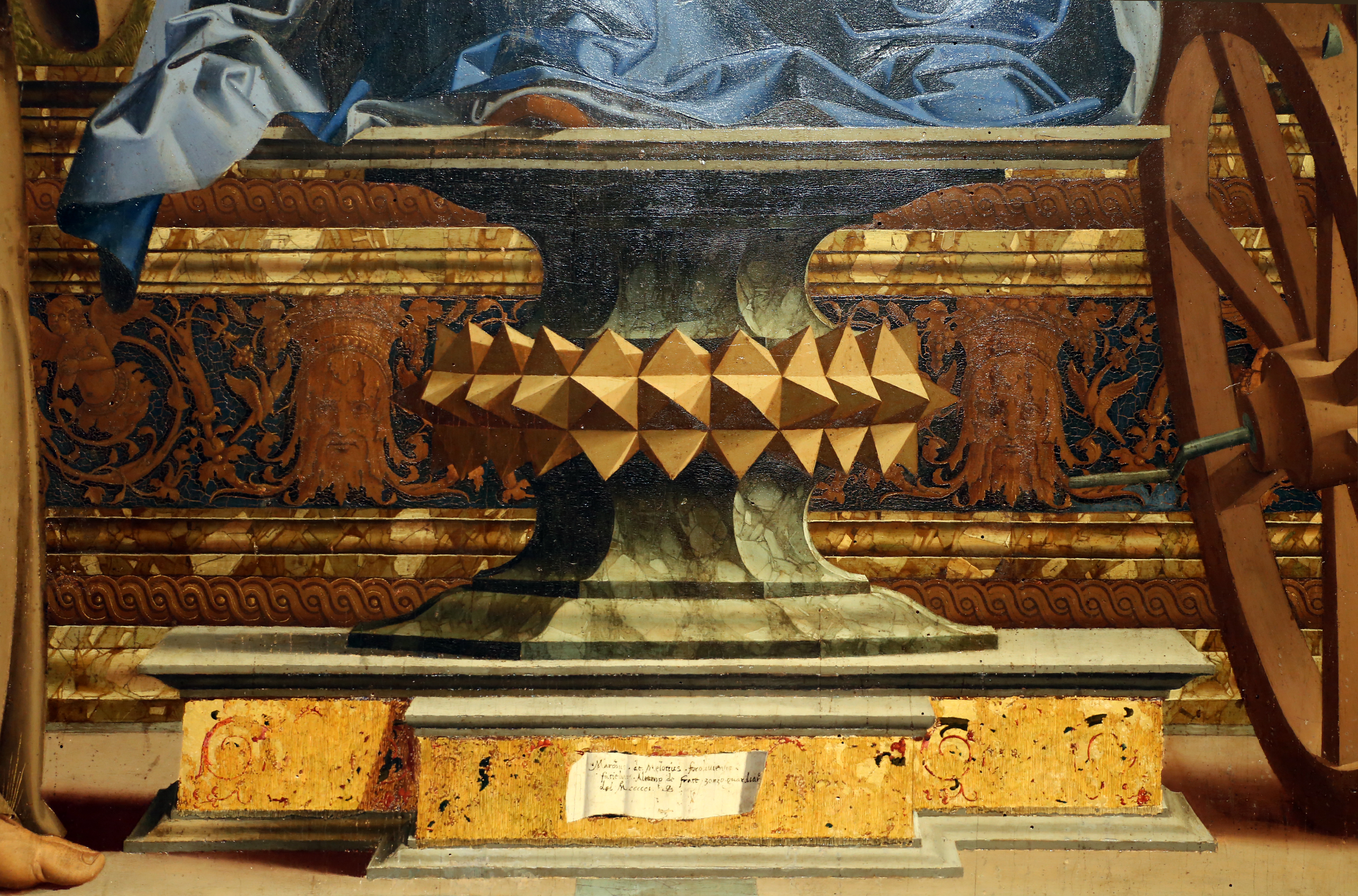
Marco Palmezzano, Detail des Matelica-Altars mit massiven Figuren in Perspektive

An der Schwelle zum 16. Jahrhundert trat Marco Palmezzano sein Erbe an, ein Künstler, der sich auch an den Neuerungen orientierte, die aus Florenz (insbesondere von den Schülern von Verrocchio), Venetien und Umbrien (Perugino, Pinturicchio) kamen. Er schuf große Altarbilder, die oft voller Figuren und reich an kostbaren Details waren, und erinnerte sich an die kühnen perspektivischen Kunstgriffe, die er von seinem Meister gelernt hatte. Wie viele große Meister, die zwischen dem 15. und 16. Jahrhundert tätig waren, überschritt er jedoch nie die Grenze zur Moderne: Er ignorierte Leonardo, Raffael und die anderen großen Erneuerer seiner Zeit und blieb stets der grafisch genauen Zeichnung, der trockenen Atmosphäre und der konventionellen Farbgebung treu, die für das gerade vergangene 15.

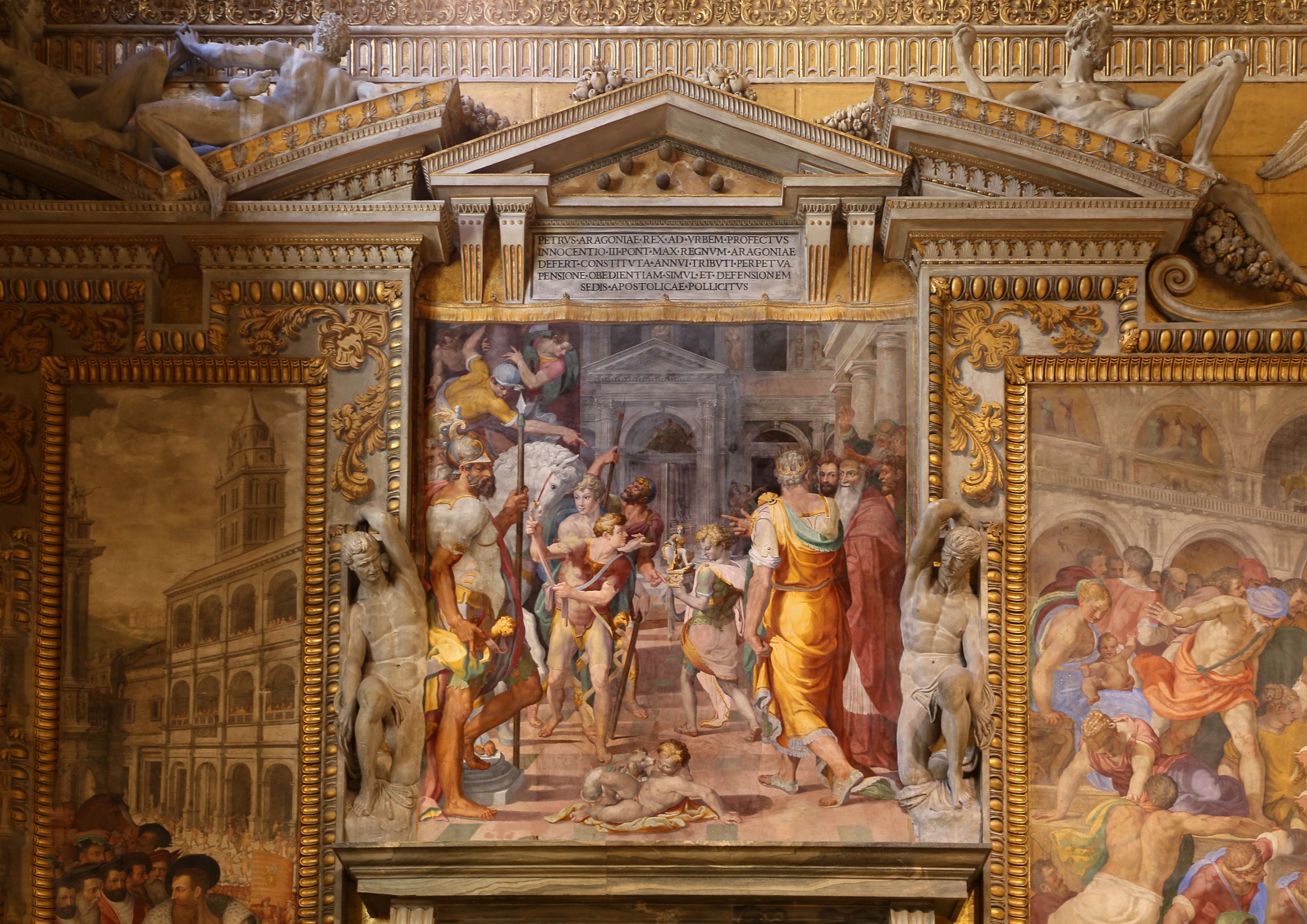
Livio Agresti, Peter von Aragon bietet Papst Innozenz III. das Königreich an, Sala Regia im Apostolischen Palast

. In jenen Jahren arbeiteten auch einige kleinere Meister in der Stadt, wie Baldassarre Carrari und der sogenannte Meister von Baldraccani.

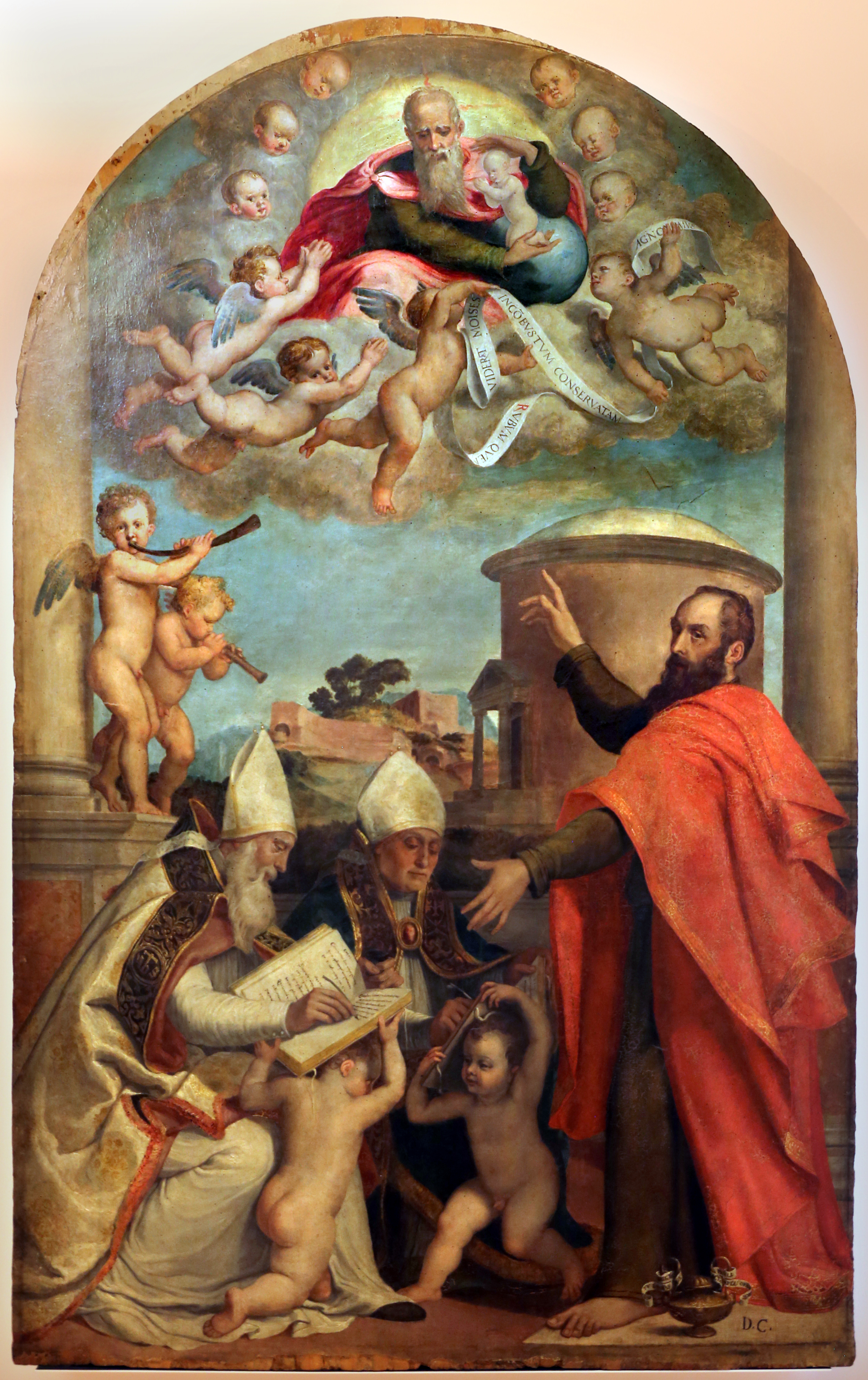
Francesco Menzocchi, Paulus diktiert zwei Bischöfen Vorschriften, Cattedrale Santa Croce, Forlì

Zur folgenden Generation gehörten Francesco Menzocchi und Livio Agresti, Künstler, die zu diesem Zeitpunkt voll und ganz in der Strömung des Manierismus toskanisch-römischer Inspiration aufgegangen waren. In dieser Zeit erhielt die Schule einen starken Impuls von zwei aufeinanderfolgenden Bischöfen von Forlì, Pier Giovanni Aleotti (von 1551 bis 1563) und Antonio Giannotti (von 1563 bis 1578), deren einschneidende Maßnahmen dazu führten, dass die Stadt als Beispiel für Orthodoxie und religiösen Eifer angeführt wurde. Vor allem in den 1960er Jahren schien der Pathetizismus in der Kunst von Forlì den römischen Ereignissen der 1970er Jahre weit voraus zu sein" Gian Francesco Modigliani, in der zweiten Hälfte des 16. Jahrhunderts, war ein Künstler, der die Lektion von Tintoretto mit einem lockeren Pinselstrich und kühnen Kompositionen lernte.
Zu den Architekten der Renaissance gehören Pace di Maso del Bombace. In den folgenden Jahrhunderten gab es keine Kontinuität, sondern ein Auf und Ab in der Kunstszene. Unter den Epigonen des 18. Jahrhunderts ist ein gewisses Interesse mit der Figur von Antonio Belloni verbunden. Nicht zu vernachlässigen ist jedoch die etwa zwanzigjährige Anwesenheit des Bolognesers Carlo Cignani in der Stadt, der sein eigenes Meisterwerk in der Kuppel der Mariä Himmelfahrt im Dom von Duomo hinterlassen hat.
Was die Zeit zwischen dem 19. und 20. Jahrhundert betrifft, kann man in Forlì von einer lokalen Schule sprechen, die nach Antonello Moroni die Namen von Pietro Angelini, Giovanni Marchini und Carlo Stanghellini trägt, bevor sie die schöpferische Großzügigkeit von Maceo Casadei und seinen Nachahmern wie Gino Mandolesi und Gianna Nardi Spada erreicht. In den 1920er Jahren war Forlì das Zentrum des Cenacolo Artistico Forlivese.

### Silberschmiedekunst
Auch an berühmten Silberschmieden mangelt es nicht, wie etwa Giovanni Giardini, der zwischen dem 17. und 18. Jahrhundert lebte und päpstlicher Silberschmied in Rom war. Jahrhundert lebte und päpstlicher Silberschmied in Rom war. Ihm verdanken wir beispielsweise ein schönes Reliquiar des Heiligen Merkur (1719–1720).

### Keramik
Seit dem Mittelalter gibt es in Forlì eine Tradition der Herstellung von Keramikgegenständen und Terrakotta-Skulpturen, die von Künstlern wie Leucadio Solombrini geprägt wurde. Diese Tradition wird noch in den 1920er Jahren mit der Ca’ de fug von Giulio Vio und mit den Flamigli Ceramiche von Luigi Flamigni fortgesetzt.

### Holzbearbeitung, Schnitzerei, Lautenbau
Auch die Holzbearbeitung, insbesondere die Schnitzerei, blühte in Forlì. Auch an Lautenmachermeistern mangelte es nicht.

## Künstler
- Livio Agresti, Maler
- Ansuino da Forlì, Maler
- Augustinus, Maler
- Armando Barbieri, Geigenbauer
- Licinio Barzanti, Maler
- Antonio Belloni, Maler
- Michele Bertucci, Maler

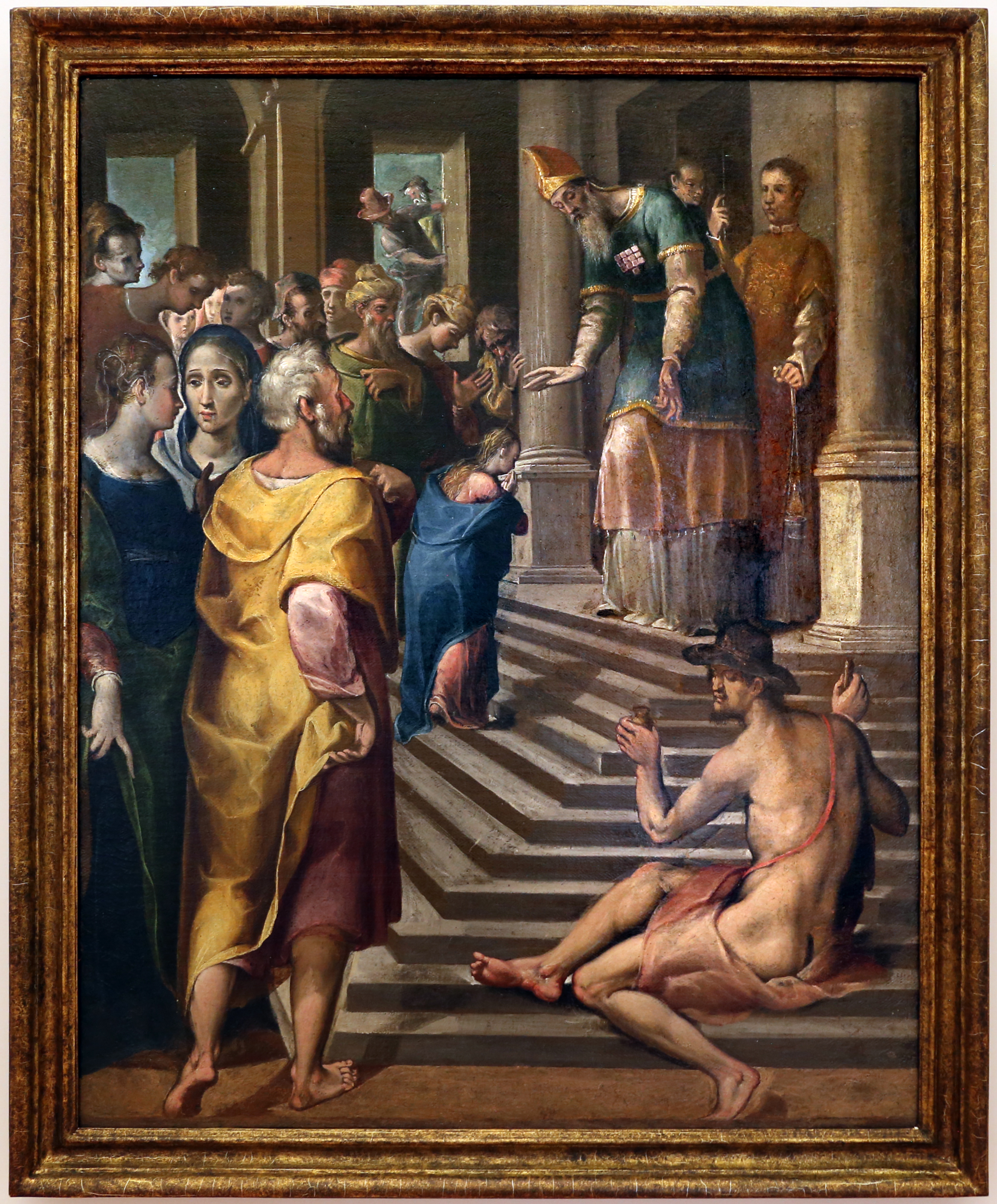
Gian Francesco Modigliani, Darstellung Marias im Tempel, Pinacoteca civica di Forlì

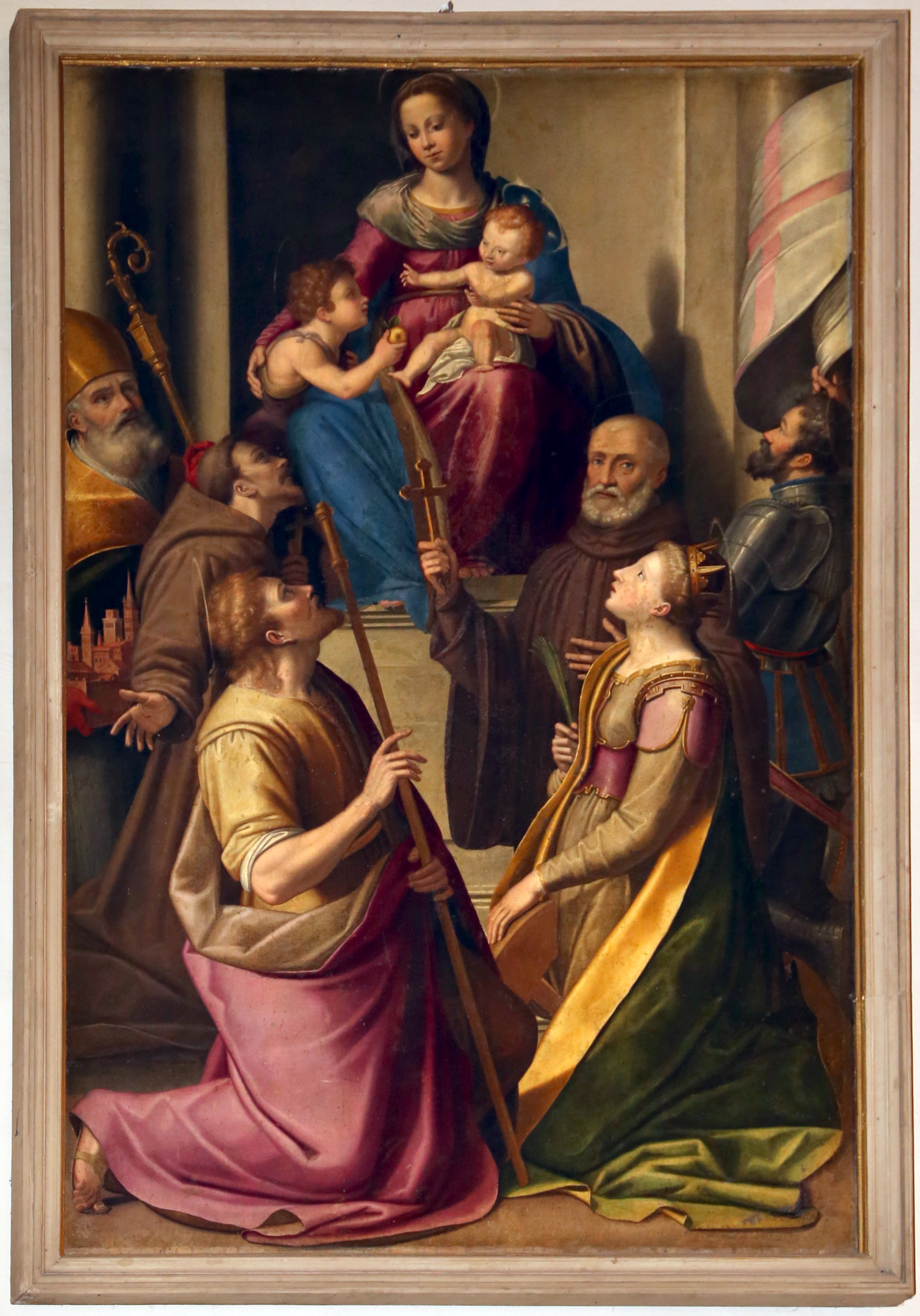
Michele Bertucci, Madonna und Kind mit sieben Heiligen, Abtei San Mercuriale

- Francesco Brunelli, Schnitzer (17. Jahrhundert)
- Baldassarre Carrari il Giovane, Maler
- Baldassarre Carrari il Vecchio, Maler
- Maceo Casadei, Maler
- Leone Cobelli, Maler
- Augusto Antonio Dirani, Maler
- Antonio Fanzaresi, Maler
- Giovanni Giardini, Silberschmied
- Giovanni di Mastro Pedrino, Maler
- Girolamo da Forlì, Maler
- Giuseppe Maria Galleppini, Maler
- Giustino di Gheradino da Forlì, Maler und Miniaturist
- Guglielmo degli Organi, Maler
- Carlo Lucy, Maler
- Ludovico da Forlì, Schnitzer (15. Jahrhundert)
- Maestro dei Baldraccani, Maler
- Maestro di Forlì, Maler
- Giuseppe Marchetti, Maler
- Melozzo da Forlì, Maler
- Francesco Menzocchi, Maler
- Pier Paolo Menzocchi, Maler
- Sebastiano Menzocchi, Maler
- Pietro Micheli, Maler
- Pietro Paolo Minoccio oder Minocci, Stuckateur, tätig in der Mitte des 16. Jahrhunderts
- Gian Francesco Modigliani, Maler
- Livio Modigliani, Maler
- Antonello Moroni, Maler
- Ettore Nadiani, Maler und Kupferstecher
- Giovanni Antonio Nessoli, Maler
- Pace di Maso del Bombace, Maler
- Pierino Giovanni dai Boccali, Keramiker, der zunächst in Forlì arbeitete und dann nach Pesaro zog (Ende 14. Jahrhundert)
- Giuseppe Secondo Paganini, Geigenbauer
- Luigi Paganini, Geigenbauer
- Marco Palmezzano, Maler
- Filippo Pasquali, Maler
- Giovan Battista Rosetti, Maler
- Leucadio Solombrini, Maler
- Lodovico Vandi, Maler
- Giacomo Zampa, Maler.